# NGC 73
NGC 73 ist eine Balken-Spiralgalaxie vom Hubble-Typ SAB(rs)bc: im Sternbild Walfisch nahe dem Himmelsäquator. Sie ist etwa 350 Millionen Lichtjahre von der Milchstraße entfernt und hat einen Durchmesser von schätzungsweise 170.000 Lichtjahren.

## Entdeckung
Die Galaxie NGC 73 wurde am 21. Oktober 1886 von dem amerikanischen Astronomen Lewis A. Swift entdeckt.